# Hans Ruf jr.
Hans Ruf jr. (Amsterdam, 7 augustus 1924 – Arnhem, 21 juni 2017), pseudoniem van Henri Reid (Hans) Sternsdorff, was een Nederlands journalist en tekstschrijver van Nederlandstalige muziek.

## Biografie
In 1928 kwam de toen vier jaar oude Hans Sternsdorff in contact met zijn Duitse tweede vader Hans Ruf, die als klassiek geschoold musicus vanaf 1919 in Amsterdam zijn werk als cellist in de 
amusementswereld had gevonden. Hij werd voor de jonge Hans de man die hij altijd als zijn vader beschouwde.
Tijdens de Tweede Wereldoorlog rondde Hans Sternsdorff de middelbareschoolopleiding af en slaagde hij erin om uit handen van de “Arbeitseinsatz” te blijven.
Geïnspireerd door de muzikaliteit van zijn vader, wilde de jonge Hans Sternsdorff zich bekwamen als tekst- en liedjesschrijver van lichte muziek zgn. “Schlager” die toen bij het uitgaanspubliek en op de radio, reuze populair waren.
Maar het was niet eenvoudig zijn liedjes aan de man te brengen. Om vlak na de oorlog toch wat te verdienen kon Hans Sternsdorff voor eenvoudig kantoorwerk bij Het Parool  terecht.
Omdat er vanwege de oorlog aan alles een tekort was moest hij zelf voor een typemachine zorgen, iets wat zijn ouders voor hem hebben aangeschaft.
In 1945 kwam Hans Sternsdorff in dienst bij de Volkskrant waar hij zich als politieverslaggever wist te bekwamen, bovendien was hij de enige op de redactie die ook in het bezit was van een typemachine.
In 1965 vertrok hij naar Het Vrije Volk in Arnhem om daar korte tijd als bureauredacteur werkzaam te zijn. Het interview en de straat bleven hem echter trekken, waarop hij op eigen verzoek weer de verslaggeverskant koos. Voor Het Vrije Volk en ook later bij De Gelderlander interviewde hij onder meer beeldend kunstenaar Marius van Beek, dichter en prozaïst  C. Buddingh', schrijver Simon Carmiggelt, schrijfster Hella Haasse, directeur gemeentemuseum Arnhem Pierre Janssen, politicus Wim Kok, beeldend kunstenaar Harry van Kuyk, beeldend kunstenaar en dichter Lucebert, schrijfster Annie M.G. Schmidt en schilder Carel Willink.

## Liedjesschrijver
Naast zijn dagelijkse werk bleef Hans Sternsdorff actief met het schrijven van liedjes en gedichten. Vlak na de oorlog presenteerde hij zijn eerste liedtekst “Wanneer ik lach, wanneer ik zing” bij Joop de Leur die het ook heeft uitgevoerd en dat tevens op bladmuziek is uitgegeven.
Gedreven door dit feit en aangemoedigd door zijn vader nam Hans Sternsdorff met twee nieuwe songteksten contact op met de beroemde Rotterdamse accordeonist Jaap Valkhoff. Jaap was geïnteresseerd in de kwaliteiten van deze jonge nieuwkomer en kort daarop en ervan uitgaande nu een échte hit te hebben geschreven, presenteerde de toen 21-jarige Hans een songtekst handelend over zijn vriendinnetje Thea met de volgende woorden: “Meneer Valkhoff, ik heb nu een liedje geschreven dat vast een Schlager wordt” waarop na lezing Valkhoff antwoordde “ik denk dat je gelijk hebt”. Het bijzondere is dat Hans Sternsdorff via deze Thea zijn vrouw Riek Ter Maten (1924-2013) heeft mogen ontmoeten, met wie hij 63 jaar getrouwd is geweest. Het liedje Thea werd inderdaad een hit en werd op de radio nota bene vertolkt door The Ramblers, een toporkest in die dagen. 
Het duo Valkhoff en Ruf schreef vanaf dat moment in de jaren 1950 en 1960 geschiedenis in de Nederlandse muziekwereld. Hans Sternsdorff schreef alleen nog onder pseudoniem Hans Ruf jr. als eerbetoon aan zijn tweede vader.
Het succes van Hans Ruf jr. ziet hij zelf als “aanleg en geluk”. Ruf schreef voornamelijk, luchtige liedjes zonder moeilijk levensthema. Over zijn serieuze liedjes zei hij: “mijn mooie teksten waren te goed om populair te worden”.

## Vertolkers
Voor veel bekende zangers en zangeressen heeft Hans Ruf jr. teksten geschreven zoals: Ds. L.A. Bodaan, Cocktail Trio,  Eddy Christiani, Johnny Hoes, Donald Jones, Johnny Jordaan, Tante Leen, de Limbra Zusjes, The Ramblers, Toby Rix, Jenny Roda, Jaap Valkhoff, Zangeres Zonder Naam.
Twee keer schreef Ruf liedjes voor het beroemde radioprogramma van de KRO “Negen heit de klok” (1948-1954).
Vele bekende en minder bekende artiesten hebben in de loop der jaren teksten van Ruf gezongen en anno 2017 worden er nog steeds liedjes van hem ten gehore gebracht. Enkele grote schlagers waren: “Hand in hand” en “Oh, Johnny” door Tante Leen, “Heer in ’t verkeer” door Toby Rix en zijn Toeteriks, “Langs de Maas”  door Jaap Valkhoff, “Li Wang Tai Foe” door het Cocktail Trio en “Thea” door The Ramblers.

## Oeuvre
Verklaring tekens:  # vermoedelijke componist(en)

In veel gevallen heeft de componist het betreffende liedje ook zelf ten gehore gebracht.

Bij sommige liedjes is het niet duidelijk om welke componist het gaat, in welk jaar of wie het liedje ten gehore heeft gebracht; daarom zijn deze vakken blanco.
| titel                                    | componist                         | jaar | o.a. vertolkt door                  | tekstschrijver        |
| ---------------------------------------- | --------------------------------- | ---- | ----------------------------------- | --------------------- |
| Aan jou alleen                           | Jaap Valkhoff                     |      |                                     | Hans Ruf jr.          |
| Ach, was het m'n zuster maar geweest     | Jaap Valkhoff                     | 1963 |                                     | Hans Ruf jr.          |
| Afscheid                                 | Rita Sosman                       | 1954 |                                     | Hans Ruf jr.          |
| Alleen in C                              | Ad van der Gein                   | 1965 | Rita Corita                         | Hans Ruf jr.          |
| Als de vuurtoren brandt                  | Ad van der Gein                   |      | Ds. L.A. Bodaan                     | Hans Ruf jr.          |
| Als de winter komt                       | Jaap Valkhoff                     | 1949 |                                     | Hans Ruf jr.          |
| Als je eens langskomt                    | Jaap Valkhoff                     |      |                                     | Hans Ruf jr.          |
| Als je jarig bent                        |                                   |      |                                     | Hans Ruf jr.          |
| Als het geregend heeft                   | Ego Pleijsier                     | 1953 |                                     | Hans Ruf jr.          |
| Als ik mijn lievelingsliedje zing        | Joop de Leur                      |      | Francis Bay (Joop de Leur)          | Hans Ruf jr.          |
| Annie, o Annie                           |                                   |      |                                     | Hans Ruf jr.          |
| ‘s Avonds met jou                        | Harry de Groot/Jaap Valkhoff      | 1956 | Tante Leen                          | Hans Ruf jr.          |
| ’t Avondrood                             | Jaap Valkhoff                     |      |                                     | Hans Ruf jr.          |
| Behandel mij voorzichtig                 |                                   |      |                                     | Hans Ruf jr.          |
| Bella Musica                             | Fontenoy en Koger                 |      | Johnny Holshuijsen (John Woodhouse) | Hans Ruf jr.          |
| Curaçao                                  | Hans Ruf jr                       |      | Albetro                             | Hans Ruf jr.          |
| Daar bij die oude, stille brug           |                                   |      |                                     | Hans Ruf jr.          |
| Dag (meisje)                             | Ad van der Gein                   | 1960 | Donald Jones                        | Hans Ruf jr.          |
| Dag en nacht muziek                      | Jaap Valkhoff                     | 1954 | Tobi Rix en zijn Toeteriks          | Hans Ruf jr.          |
| Dag en nacht schijnt de zon              | Jaap Valkhoff                     |      | Arie van Veen                       | Hans Ruf jr.          |
| Dag na dag                               | Benedict Silbermann               | 1955 |                                     | Hans Ruf jr.          |
| Dan verlang ik zo naar jou               | Jaap Valkhoff                     |      | Jaap Valkhoff                       | Hans Ruf jr.          |
| Dan weet ik                              | Ad van der Gein                   | 1965 | Ds. L.A. Bodaan                     | Hans Ruf jr.          |
| Dat ben jij                              | Jurriaan Andriessen               |      |                                     | Hans Ruf jr.          |
| Dat ik, dat ik...                        | Jaap Valkhoff                     | 1951 | Wim de Recht                        | Hans Ruf jr.          |
| Dat kan alleen in Rotterdam              | Jaap Valkhoff                     |      | Jaap Valkhoff                       | Hans Ruf jr.          |
| Dat reisje op zee                        | Ad van der Gein                   | 1962 |                                     | Hans Ruf jr.          |
| De dag is een feest                      | Jaap Valkhoff                     | 1961 | Tante Leen                          | Hans Ruf jr.          |
| De dronkeman                             |                                   |      |                                     | Hans Ruf jr.          |
| De dood en de mug                        |                                   |      |                                     | H.R./ Hans Andreus    |
| De gordel van smaragd                    | Jaap Valkhoff                     |      |                                     | Hans Ruf j.           |
| De laatste tijd                          |                                   |      |                                     | Hans Ruf jr.          |
| De moeder van de stroper                 | Hans Lang                         | 1959 | De Limburgse Zusjes                 | Hans Ruf jr.          |
| De muzikale voddenman                    | Jaap Valkhoff                     | 1954 | Tobi Rix en zijn Toeteriks          | Hans Ruf jr.          |
| De nette weduwe                          |                                   |      |                                     | H.R./ Hans Andreus    |
| De nood een deugd                        |                                   | 1944 |                                     | Hans Ruf jr.          |
| Dat is Annie                             | Ad van der Gein                   |      |                                     | Hans Ruf jr.          |
| Dat reisje op zee                        | Ad van der Gein                   | 1962 |                                     | Hans Ruf jr.          |
| De spijker op z'n kop                    |                                   |      |                                     | Hans Ruf jr.          |
| De stoel #                               | Ad van der Gein                   |      |                                     | Hans Ruf jr.          |
| De vrijheid is zo mooi                   | Jaap Valkhoff                     | 1957 | Joop de Knecht                      | Hans Ruf jr.          |
| De wilde wind                            | Bernard Drukker                   | 1961 |                                     | Hans Ruf jr.          |
| De zee heeft een hart                    | Ad van der Gein                   | 1962 | Ds. L.A. Bodaan                     | Hans Ruf jr.          |
| De zee zingt een liedje                  | Lou Coenen / Ad vd Gein           | 1960 |                                     | Hans Ruf jr.          |
| Des avonds in het laantje                | Ad van der Gein                   | 1954 | Cor Monté                           | H.R./ Jaap Valkhoff   |
| Die oude koetsier                        | Jaap Valkhoff                     | 1961 |                                     | Hans Ruf jr.          |
| Diederick                                | Ad van der Gein                   |      | Het Cocktail Trio                   | Hans Ruf jr.          |
| Dixieland in de klas                     | Bernard Drukker                   | 1961 |                                     | Hans Ruf jr.          |
| Dromen                                   | Al Hoffman                        |      | Heartaches                          | Hans Ruf jr.          |
| Dokter                                   | Faleni / Valleronie               | 1960 |                                     | Hans Ruf jr.          |
| Don Carlos                               | A. Malando                        | 1970 |                                     | H.R./ Jaap Valkhoff   |
| Donna                                    | Harry Bannink                     | 1963 | Floryth                             | Hans Ruf jr.          |
| Duizenden jaren geleden                  |                                   |      |                                     | Hans Ruf jr.          |
| Een appeltje voor de dorst               | Jaap Valkhoff                     | 1960 |                                     | Hans Ruf jr.          |
| Een beetje zonneschijn                   | Eberhard Storch                   | 1953 |                                     | Hans Ruf jr.          |
| Een dominee zingt van de zee             | Ad van der Gein                   | 1962 | Ds. L.A. Bodaan                     | Hans Ruf jr.          |
| Een hart van goud                        | Jaap Valkhoff                     | 1963 |                                     | H.R./ Jaap Valkhoff   |
| Een huisje aan een stille gracht         | Jaap Valkhoff                     | 1956 |                                     | Hans Ruf jr.          |
| Een hele grote kluwen                    |                                   |      |                                     | Hans Ruf jr.          |
| Een kleine lach                          |                                   |      |                                     | Hans Ruf jr.          |
| Een lied, een lied                       |                                   |      |                                     | Hans Ruf jr.          |
| Een schip met witte zeilen               |                                   |      |                                     | Hans Ruf jr.          |
| Een tuiltje bloemen #                    | Ad van der Gein                   | 1961 |                                     | Hans Ruf jr.          |
| Eén uurtje zonder jou                    | Marino Marini                     | 1961 |                                     | Hans Ruf jr.          |
| Een wandelende regenboog                 | Jaap Valkhoff                     | 1952 |                                     | Hans Ruf jr.          |
| Eindhoven                                | Leeuw en Hoorns                   |      |                                     | Hans Ruf jr.          |
| Elena Rosa                               | Barsan / Toldi                    | 1960 |                                     | Hans Ruf jr.          |
| Elke lach van jou                        | Eddy de Jong                      | 1958 |                                     | Hans Ruf jr.          |
| Frankie Doodle                           | Jaap Valkhoff                     | 1950 | Max v. Praag                        | Hans Ruf jr.          |
| Gewoonlijk                               |                                   | 1960 |                                     | Hans Ruf jr.          |
| Goodbye                                  | Jaap Valkhoff                     |      | Johnny Jordaan                      | Hans Ruf jr.          |
| Grijp de kans                            | Ad van der Gein                   | 1961 |                                     | Hans Ruf jr.          |
| Hand in hand                             | Jaap Valkhoff                     | 1954 | Tante Leen                          | Hans Ruf jr.          |
| Heer in 't verkeer                       | Fairmann / Willey                 | 1954 | Tobi Rix en zijn Toeteriks          | H.R./ Jaap Valkhoff   |
| Herfst concert                           | Camillo Bargoni                   | 1956 |                                     | Hans Ruf jr.          |
| Het is gedaan met de Jordaan             | Ad van der Gein                   | 1963 |                                     | Hans Ruf jr.          |
| Het is uit met mijn keukenmeid           | Jaap Valkhoff                     |      |                                     | Hans Ruf jr.          |
| Het grote verlangen                      | Bernard Drukker                   | 1961 |                                     | Hans Ruf jr.          |
| Het leven                                |                                   |      |                                     | H.R./ Alfred Kossmann |
| Het mannetje van de maan                 | Ad van der Gein                   | 1963 |                                     | Hans Ruf jr.          |
| Het weer is weer best                    | Jaap Valkhoff                     |      |                                     | H.R./ Jaap Valkhoff   |
| Hier is mijn hart                        | R. Humphrey / H. de Groot         | 1954 |                                     | Hans Ruf jr.          |
| Hoe lang al?                             | Ad van der Gein                   |      |                                     | Hans Ruf jr.          |
| Hoempapa                                 | Ad van der Gein                   | 1962 |                                     | Hans Ruf jr.          |
| Hoog in de mast                          | Bernard Drukker                   | 1961 |                                     | Hans Ruf jr.          |
| Houdt den dief!                          | Jaap Valkhoff                     | 1948 | Eddy Christiani                     | Hans Ruf jr.          |
| Iedereen zegt                            | Jan Coolen                        | 1957 |                                     | Hans Ruf jr.          |
| IJskoud doe je dat                       | Johnny Ombach                     | 1961 |                                     | Hans Ruf jr.          |
| Ik ben de bode                           | Jaap Valkhoff                     |      |                                     | Hans Ruf jr.          |
| Ik ben een heks                          | Ad van der Gein                   | 1962 |                                     | Hans Ruf jr.          |
| Ik denk aan jou                          | Norman Murrells                   | 1954 |                                     | Hans Ruf jr.          |
| Ik had aan haar m'n hart verpand         | Jaap Valkhoff                     |      |                                     | Hans Ruf jr.          |
| Ik heb mijn hart verloren                | Jaap Valkhoff                     |      |                                     | Hans Ruf jr.          |
| Ik heb een klein knus balcon             | Joop de Leur                      |      | Francis Bay (Joop de Leur)          | Hans Ruf jr.          |
| Ik heb ze alle vijf                      | Ad van der Gein                   | 1955 |                                     | Hans Ruf jr.          |
| Ik hou van de stad                       | Jos Carpay                        | 1954 |                                     | Hans Ruf jr.          |
| Ik hou van Holland                       | Willy Schootemeyer                | 1947 | Bob Scholte                         | Hans Ruf jr.          |
| Ik kon toch niet weten                   | Bernard Drukker                   | 1961 |                                     | Hans Ruf jr.          |
| Ik klop aan je venster                   | Ad van der Gein                   |      |                                     | Hans Ruf jr.          |
| Ik krijg soms ineens de wiebel           | Jaap Valkhoff                     | 1969 |                                     | Hans Ruf jr.          |
| Ik wil leven                             | Benedict Silbermann               | 1961 |                                     | Hans Ruf jr.          |
| Ik wilde jou                             | Ad van der Gein                   | 1962 |                                     | Hans Ruf jr.          |
| Ik zoek een hart                         | Edwin Bron                        |      |                                     | Hans Ruf jr.          |
| In de uitverkoop                         | Jaap Valkhoff                     |      |                                     | Hans Ruf jr.          |
| In de verte                              | Jack Bulterman                    | 1964 |                                     | Hans Ruf jr.          |
| In een gekke bui                         |                                   |      |                                     | Hans Ruf jr.          |
| In een heel klein flatje                 | Ad van der Gein                   | 1955 |                                     | Hans Ruf jr.          |
| In het hofje                             | Bernard Drukker                   | 1961 |                                     | Hans Ruf jr.          |
| In het ruisen der golven                 | Cor Monté                         | 1954 | Cor Monté                           | Hans Ruf jr.          |
| In Hollywood                             | Jaap Valkhoff                     |      |                                     | Hans Ruf jr.          |
| In Mexico                                | Jaap Valkhoff                     |      |                                     | Hans Ruf jr.          |
| In mijn gedachten                        | Henk van Esch                     |      |                                     | Hans Ruf jr.          |
| Is er dan niets                          | Malando                           | 1961 |                                     | Hans Ruf jr.          |
| ‘t is te mooi om waar te zijn            | Edwin Bron                        |      |                                     | Hans Ruf jr.          |
| ‘t is zo simpel                          | Ad van der Gein                   |      |                                     | Hans Ruf jr.          |
| Ja of nee                                | Ad van der Gein                   | 1962 |                                     | Hans Ruf jr.          |
| Janus is gepakt                          | Jaap Valkhoff                     | 1962 | Bob Dechamps                        | Hans Ruf jr.          |
| Je brak mijn hart                        | Ad van der Gein                   | 1961 |                                     | Hans Ruf jr.          |
| Je mag niet jokken                       |                                   |      |                                     | Hans Ruf jr.          |
| Je zegt zo minderwaardig "nee!"          |                                   |      |                                     | Hans Ruf jr.          |
| Jij                                      | Joop de Leur                      | 1956 | Joop de Leur                        | Hans Ruf jr.          |
| Jij alleen                               |                                   |      |                                     | Hans Ruf jr.          |
| Jij bent mooi, maar je kunt niet koken   | Ad van der Gein                   | 1964 |                                     | Hans Ruf jr.          |
| Jij hebt mijn hart gebroken              | Jaap Valkhoff                     |      | Tobi Rix en zijn Toeteriks          | Hans Ruf jr.          |
| Jouw hart is dynamiet #                  | de Groot / Erich / v.d Gein       |      |                                     | Hans Ruf jr.          |
| Katy                                     | Geoffrey O'Hara                   |      |                                     | Hans Ruf jr.          |
| Keeper                                   |                                   |      |                                     | Hans Ruf jr.          |
| Kijk in mijn hart                        | Jaap Valkhoff                     | 1960 |                                     | Hans Ruf jr.          |
| Kijk naar omhoog                         | Ad van der Gein                   | 1965 | Ds. L.A. Bodaan                     | Hans Ruf jr.          |
| Klik, klak, klik                         | Cor Monté                         | 1953 |                                     | Hans Ruf jr.          |
| Kom maar bij opa                         | Ad van der Gein                   |      | Sylvain Poons                       | Hans Ruf jr.          |
| Kon je het geluk maar bewaren            |                                   | 1955 |                                     | Hans Ruf jr.          |
| Kun je nu niet een beetje anders zijn?   | Jaap Valkhoff                     |      |                                     | Hans Ruf jr.          |
| Lang leve de liefde                      |                                   |      |                                     | Hans Ruf jr           |
| Langs de Maas                            | Jaap Valkhoff                     |      | Jaap Valkhoff                       | Hans Ruf jr           |
| Later                                    | Sandström / Johansson             | 1953 |                                     | Hans Ruf jr           |
| Lente                                    |                                   |      |                                     | Hans Ruf jr           |
| Lieveling wat doe je vreemd              | Jaap Valkhoff                     | 1957 |                                     | Hans Ruf jr           |
| Li-Wang Tai-Fu                           | Ad van der Gein                   | 1961 | Het Cocktail Trio                   | Hans Ruf jr           |
| Marie, Marie, ik hou van jou             |                                   |      |                                     | H.R./ Alfred Kossmann |
| Marietje                                 |                                   |      |                                     | Hans Ruf jr           |
| Marietje zingt de blues                  | Bernard Drukker                   | 1961 |                                     | Hans Ruf jr           |
| Meisje waarom heb jij mij verlaten?      |                                   |      |                                     | Hans Ruf jr           |
| Meer dan ooit                            | Jaap Valkhoff                     | 1961 |                                     | Hans Ruf jr           |
| Mijn mooiste souvenir                    | Ad van der Gein                   | 1954 |                                     | Hans Ruf jr           |
| Misschien                                | Jaap Valkhoff                     |      |                                     | Hans Ruf jr           |
| Mio bella San Remo                       | Jaap Valkhoff                     |      |                                     | Hans Ruf jr           |
| Moeder, o moeder                         |                                   |      |                                     | Hans Ruf jr           |
| Mona                                     | Enrico Neckheim                   |      |                                     | Hans Ruf jr           |
| Monte Carlo, Monte Carlo                 | Fanyl / Sentis                    | 1948 |                                     | Hans Ruf jr           |
| Morgen zal ik moeder weer zien           | Jean Casque /.Jaap Valkhoff       |      | Jacky van Dam                       | H.R./ Jaap Valkhoff   |
| Muziek is troef                          | Jaap Valkhoff                     |      |                                     | Hans Ruf jr           |
| M'n mooiste souvenir                     | Ad van der Gein                   | 1961 |                                     | Hans Ruf jr           |
| Na het ontwaken                          |                                   |      |                                     | Hans Ruf jr           |
| Nee Mijnheer                             | Gerald / Giraud                   | 1962 | Anneke van Hooff                    | Hans Ruf jr           |
| Neonlicht                                | Han Reiziger                      | 1965 |                                     | Hans Ruf jr           |
| Niemand als jij                          | Jaap Valkhoff                     |      | Tante Leen                          | Hans Ruf jr           |
| Nog steeds                               | Jaap Valkhoff                     | 1955 | Tante Leen                          | Hans Ruf jr           |
| Non Monsieur                             | H.Y.A. Giraud                     | 1962 |                                     | H.R./ Frank Gerald    |
| Nooit meer #                             | Ad van der Gein / Harry de Groot  |      |                                     | Hans Ruf jr           |
| Nou - èn? #                              | Engelsma / Bos / Huisman / Coolen |      |                                     | Hans Ruf jr           |
| Oh Japie                                 | Jaap Valkhoff                     |      |                                     | Hans Ruf jr           |
| Oh Johan laat ons niet in de steek       | Jaap Valkhoff                     |      | Albert Mol                          | Hans Ruf jr           |
| Oh Johnny                                | Jaap Valkhoff                     | 1956 | Tante Leen                          | H.R./ Jaap Valkhoff   |
| O, o, o het spijt me zo                  | Jaap Valkhoff                     |      |                                     | Hans Ruf jr           |
| O, o, wat een kus                        | Jaap Valkhoff                     | 1955 | Francois de Haan                    | Hans Ruf jr           |
| O nee, dat wordt nooit wat               |                                   | 1960 |                                     | Hans Ruf jr           |
| Oh nee, ik wil een mooie meid            | M. Weersma                        |      | Alberto                             | Hans Ruf jr           |
| Omdat je sproeten had                    | Jaap Valkhoff                     |      |                                     | Hans Ruf jr           |
| Ome Jan, de trombonist                   | Jaap Valkhoff                     |      | Jaap Valkhoff                       | Hans Ruf jr           |
| Onder die boom bij die brug              | Ad van der Gein                   | 1962 |                                     | Hans Ruf jr           |
| Op die dag, einde der dagen              |                                   |      |                                     | H.R./ Hans Andreus    |
| Op m'n mondharmonica                     | Bernard Drukker                   | 1961 |                                     | Hans Ruf jr           |
| Overal geluk en zonneschijn              | Jaap Valkhoff                     |      |                                     | Hans Ruf jr           |
| Pak het geluk                            | Cor Monté                         | 1954 |                                     | Hans Ruf jr           |
| Pannekoek #                              | Jaap Valkhoff                     |      |                                     | Hans Ruf jr           |
| Peper en zout                            | Jo Bos / Cor Monté                | 1955 | C.J. van den Berg                   | Hans Ruf jr           |
| Petit Cordonnier                         | Rudi Revil                        |      |                                     | Hans Ruf jr           |
| Piano in C                               | Ad van der Gein                   |      |                                     | Hans Ruf jr           |
| Piano Piet                               | Ad van der Gein                   | 1961 |                                     | Hans Ruf jr           |
| Piet is stapelgek op Sjaan #             | Enrico Jas                        |      |                                     | Hans Ruf jr           |
| Pietje van Dalen                         | Buddy Kaye                        |      | Anneke van Hooff                    | Hans Ruf jr           |
| Pieter van Daalen                        | B. Kaye                           | 1961 | H. Overmeer & Holland Quartet       | Hans Ruf jr           |
| Regen, regen, regen                      |                                   |      |                                     | Hans Ruf jr           |
| Riekje                                   | Johnny Ombach                     | 1961 |                                     | Hans Ruf jr           |
| Rikketikketik                            | Cor Monté                         | 1954 |                                     | Hans Ruf jr           |
| Roddelen #                               | Ad van der Gein                   |      |                                     | Hans Ruf jr           |
| Rode rozen voor mij                      | Jaap Valkhoff                     |      |                                     | Hans Ruf jr           |
| Rode zeilen op blauwe zee                | Chiesa / Belloni                  | 1961 |                                     | Hans Ruf jr           |
| Rodeo                                    | Powder / Schaap                   |      | The Lords                           | Hans Ruf jr           |
| Rooie Riek                               | Jaap Valkhoff                     | 1971 |                                     | Hans Ruf jr           |
| Rosemarie #                              | Ad van der Gein                   |      |                                     | Hans Ruf jr           |
| Samen aan het water                      | Ad van der Gein                   | 1962 |                                     | Hans Ruf jr           |
| Schipper mag ik met je varen?            | Bernard Drukker                   | 1961 |                                     | Hans Ruf jr           |
| Schipper naast God                       | Ad van der Gein                   | 1962 | Ds. L.A. Bodaan                     | Hans Ruf jr           |
| Schoen-calypso                           | Ad van der Gein                   | 1962 | Donald Jones                        | Hans Ruf jr           |
| Schommelstoel                            | Johnny Ombach                     | 1962 | De Limbra zusjes                    | Hans Ruf jr           |
| SH boom life could be a dream            | Edwards / Feaster / Keyes / Ray   |      |                                     | Hans Ruf jr           |
| sh-boem hoor mijn hart eens slaan        | Keyes / Feaster                   | 1954 | Jean Darlier                        | Hans Ruf jr           |
| Ship ahoy                                | Ad van der Gein                   | 1962 | Ds. L.A. Bodaan                     | Hans Ruf jr           |
| Slaap nu maar zacht                      | Jaap Valkhoff                     |      | Winny Dobber                        | Hans Ruf jr           |
| Snuit je neus maar                       | Jaap Valkhoff                     |      | Het Meteoor Kwartet                 | Hans Ruf jr           |
| Sprookjes zonder einde                   | Wassil / Premuda                  | 1945 |                                     | Hans Ruf jr           |
| Sta of ik schiet                         | J. Porter                         |      |                                     | H.R./ Jaap Valkhoff   |
| Stel je voor                             | Bernard Drukker                   | 1961 |                                     | Hans Ruf jr           |
| Suikerzoet                               | Ad van der Gein                   | 1962 | Johan Kaart                         | H.R./ Hans Andreus    |
| Suikerzoet is het leven                  | Ad van der Gein                   | 1962 |                                     | Hans Ruf jr           |
| Speedy Gonzales                          | Buddy Kaye                        | 1961 | Anneke van Hooff                    | Hans Ruf jr           |
| Teenagerhart                             | Ad van der Gein                   | 1962 |                                     | Hans Ruf jr           |
| The moon, der Mond, de maan              | Jaap Valkhoff                     | 1961 |                                     | Hans Ruf jr           |
| The little shoemaker                     | Rudy Revil                        | 1954 |                                     | Hans Ruf jr           |
| Thea                                     | Jaap Valkhoff                     | 1946 | The Ramblers                        | Hans Ruf jr           |
| Thuis in Rotterdam                       | Jaap Valkhoff                     | 1960 |                                     | Hans Ruf jr           |
| Tineke                                   | Jaap Valkhoff                     | 1952 |                                     | Hans Ruf jr           |
| Toen ik jou bij die molen zag            | F. Bazin                          | 1952 | Jack Say                            | Hans Ruf jr           |
| Tot ginds                                | Cor Monté                         | 1954 |                                     | Hans Ruf jr           |
| Toveren                                  | Ad van der Gein                   | 1962 | Johan Kaart                         | H.R./ Hans Andreus    |
| Tring-tringeling #                       | Ad van der Gein                   |      |                                     | Hans Ruf jr           |
| Twee lieve meisjes                       | Jaap Meijer                       |      |                                     | Hans Ruf jr           |
| Twist, twist                             | Ad van der Gein                   | 1962 |                                     | Hans Ruf jr           |
| Van jou, van jou, van jou                |                                   |      |                                     | Hans Ruf jr           |
| Vaderland en moederliefde                | Fredy G. Cortina                  |      |                                     | Hans Ruf jr           |
| Veel te zakelijk                         | Ad van der Gein                   | 1964 |                                     | Hans Ruf jr           |
| Veilige haven                            | Ad van der Gein                   | 1962 | Ds. L.A. Bodaan                     | Hans Ruf jr           |
| Verlangen                                | A. Hagoort / J. Coolen            | 1964 |                                     | Hans Ruf jr           |
| Verliefd, verloofd, verloren             | Ad van der Gein                   | 1962 |                                     | Hans Ruf jr           |
| Verveling op Venus                       |                                   |      |                                     | Hans Ruf jr           |
| Visite                                   | Jaap Valkhoff                     | 1954 |                                     | Hans Ruf jr           |
| Vogel                                    |                                   |      |                                     | Hans Ruf jr           |
| Voorwaarts, Mozes                        |                                   |      |                                     | H.R./ Hans Andreus    |
| Vroeg in de morgen                       | Hans Ruf jr                       |      |                                     | Hans Ruf jr           |
| Vroeg naar m'n bed                       | John Gluck jr.                    |      |                                     | Hans Ruf jr           |
| Waar is de zon? #                        | Holshuysen / v.d. Gein            |      |                                     | Hans Ruf jr           |
| Waar is mijn droom voor jou?             | Jos Carpay                        | 1954 | Lia Rotschild v.d. Roer             | Hans Ruf jr           |
| Waar jij ook bent                        | Coolen / Hagoort                  | 1961 |                                     | Hans Ruf jr           |
| Waar zijn de jaren gebleven              | Ad van der Gein                   |      | Sylvain Poons                       | Hans Ruf jr           |
| Waarheen                                 | Piet Lustenhouwer                 |      |                                     | Hans Ruf jr           |
| Waarom heb jij mij niet geschreven?      | Jaap Valkhoff                     | 1960 | Johny (Hoes) en Mary (Servaes)      | Hans Ruf jr           |
| Waarom zit er niks meer in de fles? #    | Coen van Orsouw                   |      |                                     | Hans Ruf jr           |
| Wanneer?                                 | de Groot / Valkhoff               | 1955 | Tante Leen                          | Hans Ruf jr           |
| Wanneer ik lach, wanneer ik zing         | Francis Bay                       | 1945 | Francis Bay (Joop de Leur)          | Hans Ruf jr           |
| Wanneer je naar je moeder kijkt          | Jaap Valkhoff                     |      |                                     | Hans Ruf jr           |
| Wanneer kom ik vrij                      | Jaap Valkhoff                     | 1963 | Arie van Veen                       | Hans Ruf jr           |
| Was dit mijn wereld van geluk?           |                                   |      |                                     | Hans Ruf jr           |
| Wat dacht jij ervan?                     | Jaap Valkhoff                     | 1962 |                                     | Hans Ruf jr           |
| Wat eenmaal in je hart                   | Jaap Valkhoff                     |      | 1969                                | Hans Ruf jr           |
| Wat is het leven dan mooi                | Jo Bos / Cor Monté                | 1955 |                                     | H.R./ Bob v. Venetië  |
| Wat moet ik doen?                        |                                   | 1960 |                                     | Hans Ruf jr           |
| Wat zonneschijn                          | Eberhart Storch                   |      |                                     | Hans Ruf jr           |
| Welterusten lieve pop                    | Ad van der Gein                   | 1963 |                                     | Hans Ruf jr           |
| Wie snurkt daar zo?                      | Jaap Valkhoff                     |      |                                     | Hans Ruf jr           |
| Wij twee                                 | Jaap Valkhoff                     | 1960 |                                     | Hans Ruf jr           |
| Wil je 'n hups                           | Jaap Valkhoff                     |      | Jaap Valkhoff                       | Hans Ruf jr           |
| Zeemansvrouwen                           | Ad van der Gein                   | 1962 | Ds. L.A. Bodaan                     | Hans Ruf jr           |
| Zet ‘em op                               |                                   |      |                                     | Hans Ruf jr           |
| Zigeuner bolero                          | De Paolis                         | 1961 |                                     | Hans Ruf jr           |
| Zo is het toevallig ook nog eens 'n keer | Jaap Valkhoff                     | 1963 | Het Meteoor Kwartet                 | Hans Ruf jr           |
| Zo moet-ie zijn                          | Jaap Valkhoff                     |      |                                     | Hans Ruf jr           |
| Zo is Holland                            | Cor Monté                         | 1954 |                                     | Hans Ruf jr           |
| Zonder jou                               | Edwin Bron                        |      |                                     | Hans Ruf jr           |